# Principe de faveur
Dans le droit du travail français, le principe de faveur est une disposition qui prévoit que la convention et l'accord collectif de travail peuvent comporter des dispositions plus favorables aux salariés que celles des lois et règlements en vigueur. Il ne faut pas le confondre avec l'impératif de hiérarchie des normes qui caractérise l'Etat de droit dans la conception de Hans Kelsen.
Il est considéré comme un principe fondamental au sens de l'article 34 de la Constitution. Il peut s'exprimer de la façon suivante : « Lorsque deux normes sont applicables à une même relation de travail, il faut, en principe, retenir la plus favorable aux salariés. »,
Une telle disposition est exceptionnelle dans le droit français, dans la mesure où elle entre en contradiction avec le principe de la hiérarchie des normes. En principe, chaque norme doit être conforme aux normes qui lui sont supérieures dans la hiérarchie. Là, des contrats (individuels ou collectifs) peuvent déroger à des dispositions situées à un niveau juridique supérieur, avec pour garde-fou l'impératif qu'elles doivent être plus favorables au salarié. Le juge contrôle donc strictement ce que peut contenir une clause plus favorable.

## Sources et application
La source légale du principe de faveur se trouve dans l'article L. 2251-1 du Code du travail qui dispose que : « La convention et l'accord collectif de travail peuvent comporter des dispositions plus favorables aux salariés que celles des lois et règlements en vigueur. Ils ne peuvent déroger aux dispositions d'ordre public de ces lois et règlements. »
Source complémentaire, l'article L. 2254-1 : « lorsqu'un employeur est lié par les clauses d'une convention ou d'un accord collectif de travail, ces clauses s'appliquent aux contrats de travail conclus avec lui, sauf stipulations plus favorables. »
La chambre sociale de la Cour de cassation a donc ainsi affirmé le 17 janvier 1996 (pourvoi n° 93-20066, dr travail. 1996, n°3 p.7 §100) que « la détermination du régime le plus favorable doit résulter d'une appréciation globale avantage par avantage. »
En matière d'accords collectifs, l'article L. 2252-1 prévoit : « Une convention de branche ou un accord professionnel ou interprofessionnel peut comporter des stipulations moins favorables aux salariés que celles qui leur sont applicables en vertu d'une convention ou d'un accord couvrant un champ territorial ou professionnel plus large, sauf si cette convention ou cet accord stipule expressément qu'on ne peut y déroger en tout ou partie. Lorsqu'une convention ou un accord de niveau supérieur à la convention ou à l'accord intervenu est conclu, les parties adaptent les stipulations de la convention ou accord antérieur moins favorables aux salariés si une stipulation de la convention ou de l'accord de niveau supérieur le prévoit expressément. »